# هنري فرنسيس داونينج
هنري فرنسيس داونينج (بالإنجليزية: Henry Francis Downing)‏ هو بحار وروائي وسياسي أمريكي، ولد في 1846، وتوفي في 19 فبراير 1928.